# جان‌سخت (فیلم ۲۰۲۰)
جان‌سخت 
(به تلوگویی: Sarileru Neekevvaru) فیلمی است محصول سال ۲۰۲۰ و به کارگردانی آنیل راویپودی است. در این فیلم بازیگرانی همچون ماهش بابو، راشمیکا ماندانا، ویجایاشانتی، پراکاش راج، راجندرا پراساد، سنگیتا کریش و تمنا باتیا ایفای نقش کرده‌اند.